# Allan Fagerström
Allan Stig Folke Fagerström, född 25 december 1916 i Malmö, död 29 april 1985 i Östra Vingåkers församling i Katrineholms kommun, var en svensk journalist.

## Biografi
År 1943 blev Allan Fagerström filosofie magister vid Lunds universitet. Hans karriär som redaktör och skribent började med att han var redaktör för studenttidskriften Lundagård 1944, där han gjorde sig känd för sin starka antinazism. Samma år värvades han till Aftonbladet för att balansera tidningens tyskvänlighet. Han blev en legend med sin bitska och korthugget lakoniska stil. 1983 erhöll han Publicistklubbens Guldpennan.
Han skrev teaterkritik som blev kontroversiell eftersom han skrev den som underhållning i egen rätt. Under en period på 1950-talet var han chef för Aftonbladets kulturredaktion. Efter att LO köpte tidningen var han dess chefredaktör 1956-1962. Han skrev krönikor varje vecka fram till sin död.